# Liste des titres musicaux numéro un au Royaume-Uni en 1978
Cette page liste les titres classés no 1 des ventes de disques au Royaume-Uni pour l'année 1978 selon The Official Charts Company.
Les classements hebdomadaires sont issus des UK Singles Chart et UK Albums Chart.

## Classement des singles
| №  | Date         | Artiste                             | Titre                                                  | Référence |
| -- | ------------ | ----------------------------------- | ------------------------------------------------------ | --------- |
| 1  | 2 janvier    | Wings                               | Mull of Kintyre / Girls' School                        |           |
| 2  | 9 janvier    | Wings                               | Mull of Kintyre / Girls' School                        |           |
| 3  | 16 janvier   | Wings                               | Mull of Kintyre / Girls' School                        |           |
| 4  | 22 janvier   | Wings                               | Mull of Kintyre / Girls' School                        |           |
| 5  | 29 janvier   | Althea & Donna (en)                 | Uptown Top Ranking                                     |           |
| 6  | 5 février    | Brotherhood of Man                  | Figaro                                                 |           |
| 7  | 12 février   | ABBA                                | Take a Chance on Me                                    |           |
| 8  | 19 février   | ABBA                                | Take a Chance on Me                                    |           |
| 9  | 26 février   | ABBA                                | Take a Chance on Me                                    |           |
| 10 | 5 mars       | Kate Bush                           | Wuthering Heights                                      |           |
| 11 | 12 mars      | Kate Bush                           | Wuthering Heights                                      |           |
| 12 | 19 mars      | Kate Bush                           | Wuthering Heights                                      |           |
| 13 | 26 mars      | Kate Bush                           | Wuthering Heights                                      |           |
| 14 | 2 avril      | Brian and Michael (en)              | Matchstalk Men & Matchstalk Cats & Dogs (Lowry's Song) |           |
| 15 | 9 avril      | Brian and Michael (en)              | Matchstalk Men & Matchstalk Cats & Dogs (Lowry's Song) |           |
| 16 | 16 avril     | Brian and Michael (en)              | Matchstalk Men & Matchstalk Cats & Dogs (Lowry's Song) |           |
| 17 | 23 avril     | Bee Gees                            | Night Fever                                            |           |
| 18 | 30 avril     | Bee Gees                            | Night Fever                                            |           |
| 19 | 7 mai        | Boney M.                            | Rivers of Babylon                                      |           |
| 20 | 14 mai       | Boney M.                            | Rivers of Babylon                                      |           |
| 21 | 21 mai       | Boney M.                            | Rivers of Babylon                                      |           |
| 22 | 28 mai       | Boney M.                            | Rivers of Babylon                                      |           |
| 23 | 4 juin       | Boney M.                            | Rivers of Babylon                                      |           |
| 24 | 11 juin      | John Travolta et Olivia Newton-John | You're the One That I Want                             |           |
| 25 | 18 juin      | John Travolta et Olivia Newton-John | You're the One That I Want                             |           |
| 26 | 25 juin      | John Travolta et Olivia Newton-John | You're the One That I Want                             |           |
| 27 | 2 juillet    | John Travolta et Olivia Newton-John | You're the One That I Want                             |           |
| 28 | 9 juillet    | John Travolta et Olivia Newton-John | You're the One That I Want                             |           |
| 29 | 16 juillet   | John Travolta et Olivia Newton-John | You're the One That I Want                             |           |
| 30 | 23 juillet   | John Travolta et Olivia Newton-John | You're the One That I Want                             |           |
| 31 | 30 juillet   | John Travolta et Olivia Newton-John | You're the One That I Want                             |           |
| 32 | 6 août       | John Travolta et Olivia Newton-John | You're the One That I Want                             |           |
| 33 | 13 août      | Commodores                          | Three Times a Lady (en)                                |           |
| 34 | 20 août      | Commodores                          | Three Times a Lady (en)                                |           |
| 35 | 27 août      | Commodores                          | Three Times a Lady (en)                                |           |
| 36 | 3 septembre  | Commodores                          | Three Times a Lady (en)                                |           |
| 37 | 10 septembre | Commodores                          | Three Times a Lady (en)                                |           |
| 38 | 17 septembre | 10cc                                | Dreadlock Holiday                                      |           |
| 39 | 24 septembre | John Travolta et Olivia Newton-John | Summer Nights                                          |           |
| 40 | 1er octobre  | John Travolta et Olivia Newton-John | Summer Nights                                          |           |
| 41 | 8 octobre    | John Travolta et Olivia Newton-John | Summer Nights                                          |           |
| 42 | 15 octobre   | John Travolta et Olivia Newton-John | Summer Nights                                          |           |
| 43 | 22 octobre   | John Travolta et Olivia Newton-John | Summer Nights                                          |           |
| 44 | 29 octobre   | John Travolta et Olivia Newton-John | Summer Nights                                          |           |
| 45 | 5 novembre   | John Travolta et Olivia Newton-John | Summer Nights                                          |           |
| 46 | 12 novembre  | The Boomtown Rats                   | Rat Trap                                               |           |
| 47 | 19 novembre  | The Boomtown Rats                   | Rat Trap                                               |           |
| 48 | 26 novembre  | Rod Stewart                         | Da Ya Think I'm Sexy?                                  |           |
| 49 | 3 décembre   | Boney M.                            | Mary's Boy Child - Oh My Lord                          |           |
| 50 | 10 décembre  | Boney M.                            | Mary's Boy Child - Oh My Lord                          |           |
| 51 | 17 décembre  | Boney M.                            | Mary's Boy Child - Oh My Lord                          |           |
| 52 | 24 décembre  | Boney M.                            | Mary's Boy Child - Oh My Lord                          |           |
| 53 | 31 décembre  | Village People                      | Y.M.C.A.                                               |           |

## Classement des albums
| №  | Date         | Artiste                      | Titre                                                   | Référence |
| -- | ------------ | ---------------------------- | ------------------------------------------------------- | --------- |
| 1  | 2 janvier    | Compilation                  | Disco Fever                                             |           |
| 2  | 9 janvier    | Compilation                  | Disco Fever                                             |           |
| 3  | 16 janvier   | Bread                        | The Sound of Bread                                      |           |
| 4  | 22 janvier   | Fleetwood Mac                | Rumours                                                 |           |
| 5  | 29 janvier   | ABBA                         | The Album                                               |           |
| 6  | 5 février    | ABBA                         | The Album                                               |           |
| 7  | 12 février   | ABBA                         | The Album                                               |           |
| 8  | 19 février   | ABBA                         | The Album                                               |           |
| 9  | 26 février   | ABBA                         | The Album                                               |           |
| 10 | 5 mars       | ABBA                         | The Album                                               |           |
| 11 | 12 mars      | ABBA                         | The Album                                               |           |
| 12 | 19 mars      | Buddy Holly and The Crickets | 20 Golden Greats                                        |           |
| 13 | 26 mars      | Buddy Holly and The Crickets | 20 Golden Greats                                        |           |
| 14 | 2 avril      | Buddy Holly and The Crickets | 20 Golden Greats                                        |           |
| 15 | 9 avril      | Nat King Cole                | 20 Golden Greats                                        |           |
| 16 | 16 avril     | Nat King Cole                | 20 Golden Greats                                        |           |
| 17 | 23 avril     | Nat King Cole                | 20 Golden Greats                                        |           |
| 18 | 30 avril     | Divers artistes              | Saturday Night Fever: The Original Movie Sound Track    |           |
| 19 | 7 mai        | Divers artistes              | Saturday Night Fever: The Original Movie Sound Track    |           |
| 20 | 14 mai       | Divers artistes              | Saturday Night Fever: The Original Movie Sound Track    |           |
| 21 | 21 mai       | Divers artistes              | Saturday Night Fever: The Original Movie Sound Track    |           |
| 22 | 28 mai       | Divers artistes              | Saturday Night Fever: The Original Movie Sound Track    |           |
| 23 | 4 juin       | Divers artistes              | Saturday Night Fever: The Original Movie Sound Track    |           |
| 24 | 11 juin      | Divers artistes              | Saturday Night Fever: The Original Movie Sound Track    |           |
| 25 | 18 juin      | Divers artistes              | Saturday Night Fever: The Original Movie Sound Track    |           |
| 26 | 25 juin      | Divers artistes              | Saturday Night Fever: The Original Movie Sound Track    |           |
| 27 | 2 juillet    | Divers artistes              | Saturday Night Fever: The Original Movie Sound Track    |           |
| 28 | 9 juillet    | Divers artistes              | Saturday Night Fever: The Original Movie Sound Track    |           |
| 29 | 16 juillet   | Divers artistes              | Saturday Night Fever: The Original Movie Sound Track    |           |
| 30 | 23 juillet   | Divers artistes              | Saturday Night Fever: The Original Movie Sound Track    |           |
| 31 | 30 juillet   | Divers artistes              | Saturday Night Fever: The Original Movie Sound Track    |           |
| 32 | 6 août       | Divers artistes              | Saturday Night Fever: The Original Movie Sound Track    |           |
| 33 | 13 août      | Divers artistes              | Saturday Night Fever: The Original Movie Sound Track    |           |
| 34 | 20 août      | Divers artistes              | Saturday Night Fever: The Original Movie Sound Track    |           |
| 35 | 27 août      | Divers artistes              | Saturday Night Fever: The Original Movie Sound Track    |           |
| 36 | 3 septembre  | Boney M.                     | Nightflight to Venus                                    |           |
| 37 | 10 septembre | Boney M.                     | Nightflight to Venus                                    |           |
| 38 | 17 septembre | Boney M.                     | Nightflight to Venus                                    |           |
| 39 | 24 septembre | Boney M.                     | Nightflight to Venus                                    |           |
| 40 | 1er octobre  | Divers artistes              | Grease : The Original Soundtrack from the Movie Picture |           |
| 41 | 8 octobre    | Divers artistes              | Grease : The Original Soundtrack from the Movie Picture |           |
| 42 | 15 octobre   | Divers artistes              | Grease : The Original Soundtrack from the Movie Picture |           |
| 43 | 22 octobre   | Divers artistes              | Grease : The Original Soundtrack from the Movie Picture |           |
| 44 | 29 octobre   | Divers artistes              | Grease : The Original Soundtrack from the Movie Picture |           |
| 45 | 5 novembre   | Divers artistes              | Grease : The Original Soundtrack from the Movie Picture |           |
| 46 | 12 novembre  | Divers artistes              | Grease : The Original Soundtrack from the Movie Picture |           |
| 47 | 19 novembre  | Divers artistes              | Grease : The Original Soundtrack from the Movie Picture |           |
| 48 | 26 novembre  | Divers artistes              | Grease : The Original Soundtrack from the Movie Picture |           |
| 49 | 3 décembre   | Divers artistes              | Grease : The Original Soundtrack from the Movie Picture |           |
| 50 | 10 décembre  | Divers artistes              | Grease : The Original Soundtrack from the Movie Picture |           |
| 51 | 17 décembre  | Divers artistes              | Grease : The Original Soundtrack from the Movie Picture |           |
| 52 | 24 décembre  | Divers artistes              | Grease : The Original Soundtrack from the Movie Picture |           |
| 53 | 31 décembre  | Showaddywaddy (en)           | Greatest Hits (1976-1978)                               |           |

## Meilleures ventes de l'année
| Singles | Albums |
| --- | --- |
| 1. Boney M. – Rivers of Babylon 2. John Travolta et Olivia Newton-John - You're the One That I Want 3. John Travolta et Olivia Newton-John – Summer Nights 4. Commodores - Three Times a Lady 5. Bee Gees - Night Fever 6. Father Abraham - The Smurf Song 7. ABBA - Take a Chance on Me 8. Brian and Michael - Matchstalk Men & Matchstalk Cats & Dogs (Lowry's Song) 9. The Boomtown Rats - Rat Trap 10. Kate Bush - Wuthering Heights | 1. Divers artistes – Saturday Night Fever:The Original Movie Sound Track 2. Divers artistes - Grease : The Original Soundtrack from the Movie Picture 3. ABBA - The Album 4. Boney M. - Nightflight to Venus 5. Nat King Cole - 20 Golden Greats 6. Fleetwood Mac - Rumours 7. Electric Light Orchestra - Out of the Blue 8. Buddy Holly and The Crickets - 20 Golden Greats 9. Don Williams - Images 10. Kate Bush - The Kick Inside |